# Tafaia ruteri
Tafaia ruteri är en skalbaggsart som beskrevs av Arnaud 1982. Tafaia ruteri ingår i släktet Tafaia och familjen Cetoniidae. Inga underarter finns listade i Catalogue of Life.